# Nestorio
Nestorio (Grieks: Νεστόριο) is sedert 2011 een fusiegemeente (dimos) in de Griekse bestuurlijke regio (periferia) West-Macedonië.
De vier deelgemeenten (dimotiki enotita) van de fusiegemeente zijn:
- Akrites (Ακρίτες)
- Arrenes (Αρρένες)
- Gramos (Γράμος)
- Nestorio (Νεστόριο)